# Kadhimiya

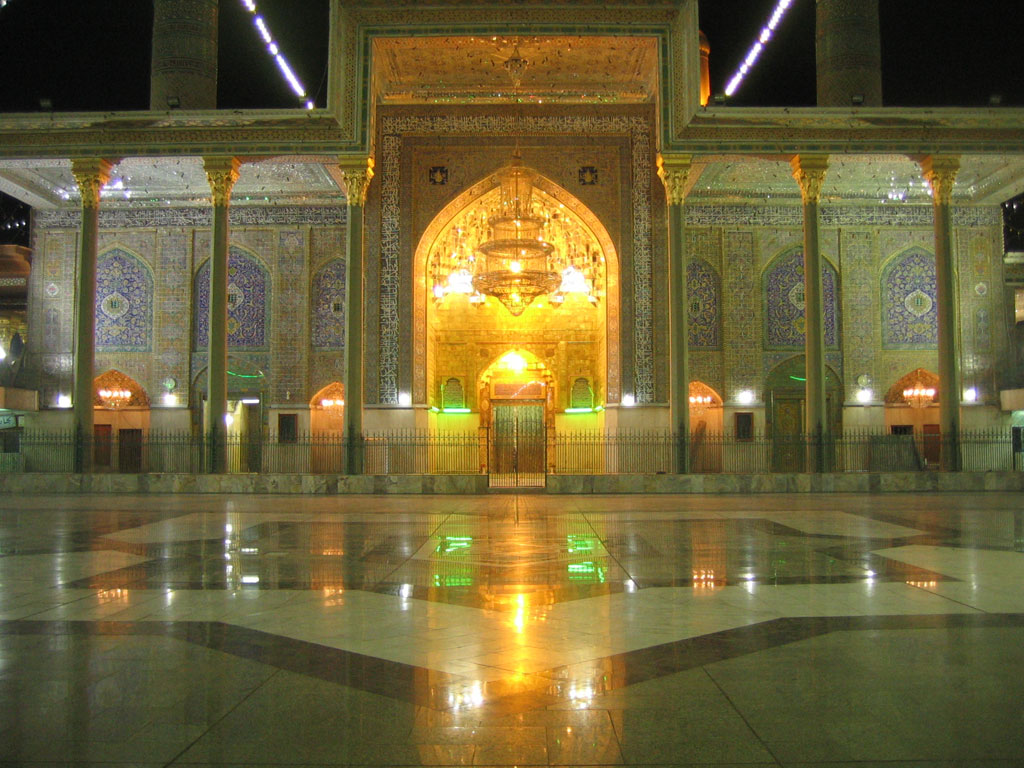
Mezquita de Al-Khadhumain

Al-Kadhimiya (en árabe الكاظمية al-Kāżimiyyah, antiguamente الكاظمين al-Kāżimayn) es una antigua ciudad de Irak situada al norte de Bagdad (a 5 km del centro de la ciudad) y actualmente uno de los 9 distritos administrativos de la capital. Es un centro sagrado para los chiitas y su nombre quiere decir "los dos Kazims" (también "los dos que escupen su rabia"), debido a los dos imams enterrados allí: Musa ibn Ya'far (muerto en 802) y su nieto y sucesor Muhammad al-Yawad (muerto en 834). 
Su población era de 169.993 personas en 1947 y de 235.745 en 1957. Al otro lado del río se encuentra el barrio de El-Muazzam, al que está unida por un puente, y donde se encuentra la tumba de Abu Hanifa an Numan (muerto en 767).